# Mikael Stanne
Mikael Stanne (Gotemburgo; 20 de mayo de 1974) es un músico sueco, más conocido como vocalista y ex-guitarrista rítmico de la banda de death metal melódico Dark Tranquillity. Desde la marcha del batería original Anders Jivarp en 2021, Stanne es el único miembro original que queda de la banda. Stanne también es el vocalista de las bandas Grand Cadaver, The Halo Effect y Cemetery Skyline, que se formaron en 2020, 2021 y 2023, respectivamente. También fue exvocalista de HammerFall e In Flames.

## Dark Tranquillity
Artículo Principal: Dark Tranquillity
Stanne, junto con Niklas Sundin, formó Dark Tranquillity porque estaban aburridos, junto con el interés por el metal de sus influencias. Tocó la guitarra e hizo coros limpios en el primer álbum de Dark Tranquillity, Skydancer, así como en sus primeras maquetas, incluida Enfeebled Earth, publicada bajo el nombre de Septic Broiler. En 1994, Anders Fridén, vocalista original de Dark Tranquillity, abandonó la banda para unirse a In Flames. Stanne se convirtió entonces en el nuevo vocalista y dejó de tocar la guitarra.
Además de su usual técnica vocal que consiste en voces guturales, el álbum de 1999 de Dark Tranquillity, Projector, mostró sus habilidades operísticas de canto «limpio». Después de Haven, sin embargo, el estilo limpio se abandonó hasta el lanzamiento de Fiction en 2007.

## Otros proyectos
Stanne es el vocalista de la banda de death metal Grand Cadaver (formada en 2020) y de la banda de goth metal Cemetery Skyline (formada en 2024).
Stanne fue el vocalista original de la banda de power metal HammerFall, desde 1993 hasta su salida en 1996, tras lo cual fue sustituido porque no podía actuar con HammerFall debido a su compromiso con Dark Tranquillity.

## Como invitado
Stanne fue vocalista de sesión para In Flames cuando estos apenas comenzaban su carrera. Él proporcionó su voz para el álbum debut de In Flames, Lunar Strain en 1993. Contrariamente a las creencias populares, Stanne nunca fue un miembro oficial de In Flames; él solamente contribuyó con la banda como un "favor", ya que en esos momentos, la banda se encontraba sin un vocalista.
En el 2005, Stanne contribuyó con las voces limpias en la canción "Frozen" de la banda griega Nightrage, haciendo dueto con el exvocalista de At the Gates, Tomas Lindberg, en el álbum Descent into Chaos.
También participó como invitado en el álbum debut de Solution .45, For Aeons Past ayudándolos con las letras y cantando en la canción "Bladed Vaults".
En 2010, durante la gira de Dark Tranquillity con Insomnium, Stanne colaboró en las voz en la canción "Weather The Storm".
En 2012, fue invitado a cantar en un concierto de HammerFall la canción "Steel Meets Steel", el concierto fue grabado en el DVD Gates Of Valhalla publicado el 30 de noviembre de 2012

## Discografía

### ConDark Tranquillity
- Discografía de Dark Tranquillity

### ConIn Flames
- Lunar Strain (1994)

### Con Grand Cadaver
- Madness Comes (2021)
- Into the Maw of Death (2021)
- Deities of Deathlike Sleep (2023)

### Con The Halo Effect
- Days of the Lost (2022)

## Como invitado
- Grabó voces como invitado en el álbum de 1993 de Ceremonial Oath, The Book of Truth, y diseñó el logotipo del grupo.
- En 2005, Stanne participó como vocalista en la canción «Frozen» de Nightrage, junto al vocalista de At the Gates Tomas Lindberg, en su álbum Descent into Chaos.[2]
- En 2008, Stanne actuó como vocalista invitado en la banda Scar of the Sun, para un tema titulado «Ode to a Failure».
- En 2010, Stanne participó como invitado en el álbum de debut de Solution .45, contribuyendo con las letras de la mayoría de los temas y aportando su voz en los temas «Bladed Vaults» y «On Embered Fields Adust».
- En 2010, Stanne puso voz a la canción «Weather the Storm» de Insomnium.
- En 2010, Nightrage publicó la canción «Gallant Deeds», un tema inédito grabado por Stanne en las sesiones de Descent into Chaos. Ahora está disponible en la reedición de Nightrage Vengeance Descending.
- En 2011, Stanne apareció en el tema «Wastelands Within» de Mourning Caress, para Deep Wounds, su álbum Bright Scars.
- En 2012, Stanne apareció en el tema «Skin Changer» de Helcaraxë para su álbum Red Dragon.
- En 2015, Stanne apareció en varias pistas del álbum The Great Lie de Melted Space.
- En 2018, Stanne proporcionó voces para el álbum Darkening Light de Melted Space.
- En 2020, Stanne apareció en la pista «Whispers from the Wicked» de Carthagods, en su álbum The Monster in Me.
- En 2020, Stanne proporcionó voces adicionales en la pista «A Meditation Upon Death» de Nonexist, de su álbum Like the Fearless Hunter.
- En 2022, Stanne actuó como vocalista invitada en seis temas del videojuego Metal: Hellsinger.
- En 2023, Stanne puso voz a los temas «Peregrination» y «Beongs of light» del álbum Stars & Embers de ISON.[3]